# Cosinusintegraal
De cosinusintegraal is in de wiskunde de functie {\displaystyle \mathrm {Ci} } gedefinieerd als de integraal: 
{\displaystyle \mathrm {Ci} (x)=-\int _{x}^{\infty }{\frac {\cos(t)}{t}}{\rm {d}}t}
Deze integraal kan niet in elementaire functies worden uitgedrukt, maar voor elke {\displaystyle x} kan de waarde worden benaderd aan de hand van de reeks:
{\displaystyle \mathrm {Ci} (x)=\gamma +\ln x-{\frac {x^{2}}{2!\cdot 2}}+{\frac {x^{4}}{4!\cdot 4}}-\ldots =\gamma +\ln(x)+\sum _{k=1}^{\infty }{\frac {(-1)^{k}x^{2k}}{(2k)!\cdot 2k}}}
Hierin is  {\displaystyle \gamma =0,57722...} de constante van Euler-Mascheroni.
Er bestaat ook de sinusintegraal.